# Congo Crossing
Congo Crossing is een avonturenfilm en film noir uit 1956 van Joseph Pevney, met Virginia Mayo en George Nader in de hoofdrollen. Het verhaal speelt zich af in West-Afrika. De meeste buitenscènes zijn opgenomen in het  Los Angeles County Arboretum and Botanic Garden.

## Plot
Het West-Afrikaanse land Kongotanga kent geen wetten voor uitlevering. De regering wordt gecontroleerd door buitenlandse gangsters, aangevoerd door Carl Rittner (Tonio Selwart). Louise Whitman (Virginia Mayo) vlucht vanuit Europa naar Kongotanga nadat ze is verdacht van moord. In hetzelfde vliegtuig zit Mannering (Raymond Bailey). Deze betaald de huurmoordenaar O'Connell (Michael Pate) om Louise te doden. Door omstandigheden eindigen Louise, O'Connell en de landmeter David Carr (George Nader) in het oerwoud.

## Cast
| Acteur                           | Personage                           |
| -------------------------------- | ----------------------------------- |
| Virginia Mayo                    | Louise Whitman                      |
| George Nader                     | David Carr                          |
| Peter Lorre                      | Colonel John Miguel Orlando Arragas |
| Michael Pate                     | Bart O'Connell                      |
| Rex Ingram                       | Dr. Leopold Gorman                  |
| Tonio Selwart                    | Carl Rittner                        |
| Kathryn Givney                   | Amelia Abbott                       |
| Tudor Owen                       | Emile Zorfus                        |
| Raymond Bailey s Peter Mannering |                                     |
| George Ramsey s Miguel Diniz     |                                     |
| Maurice Donner                   | Marquette                           |
| Bernie Hamilton                  | Pompala                             |
| Harold Dyenforth                 | Steiner                             |